# William Duddell
William Duddell (1er juillet 1872 – 4 novembre 1917) est un électrophysicien britannique et ingénieur électricien. Il poursuit ses études dans des établissements privés, tant au Royaume-Uni qu'en France, et obtient rapidement des bourses pour fréquenter les meilleures écoles. Parmi ses inventions on peut citer l'oscillographe à cadre mobile, l'ampèremètre thermique ou le galvanomètre thermique.

## Inventions
Avant l'invention de la lampe à incandescence par Thomas Edison, en Europe les rues sont éclairées par des lampes à arc qui produisent de la lumière grâce à un arc entre deux électrodes de carbone. Ces lampes ont un très mauvais rendement et produisent un éclairage relativement faible accompagné d'un ronflement bien audible. En 1899, Duddel a été pressenti pour résoudre ce problème. En démontrant que le ronflement est produit par des variations de courant électrique, ses recherches le conduisent à inventer la lampe à arc chantante (singing arc lamp) qui est capable de produire des notes de musique à l'aide d'un clavier. Grâce à ce clavier, il interrompt les oscillations d'un circuit électrique et crée ainsi un des premiers instruments de musique électronique, et le tout premier instrument sans amplificateur ni haut-parleurs.
Au cours de la présentation par Duddell de sa lampe à arc chantant au London Institution of Electrical Engineers (institut des ingénieurs électriciens de Londres), on découvre que les lampes d'autres bâtiments — mais branchées sur le même circuit — font entendre les mêmes notes de musique que le système de Duddell pendant sa démonstration. Malgré l'énorme potentiel musical offert par les réseaux d'éclairage public, Duddell ne capitalise pas sur son invention dont le seul intérêt restera sa nouveauté.
Duddell devient membre de la Société royale de Londres en 1907.

## Galerie
Illustrations,,, :

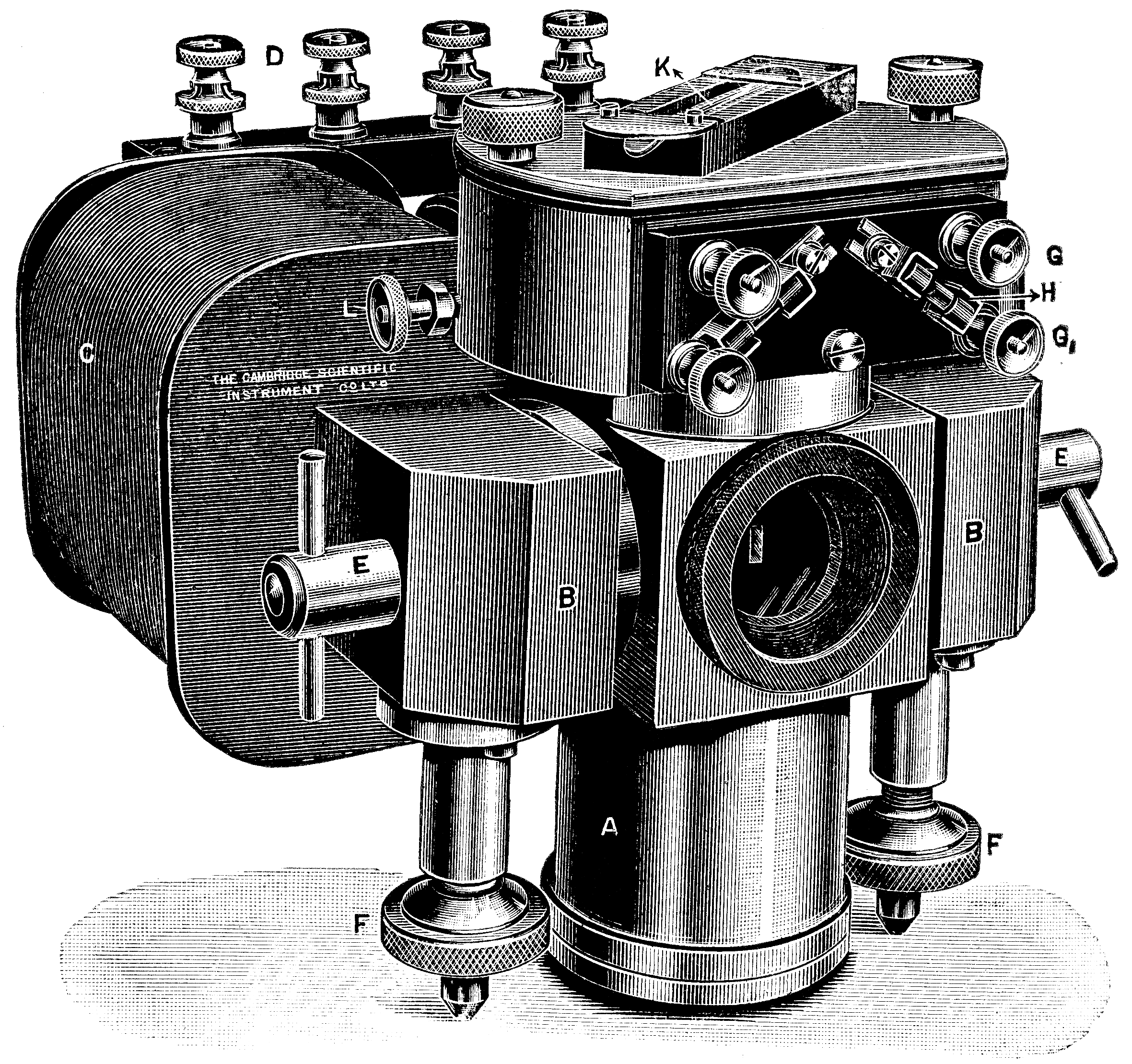
Oscillographe à cadre mobile avec son miroir dans un bain d'huile.
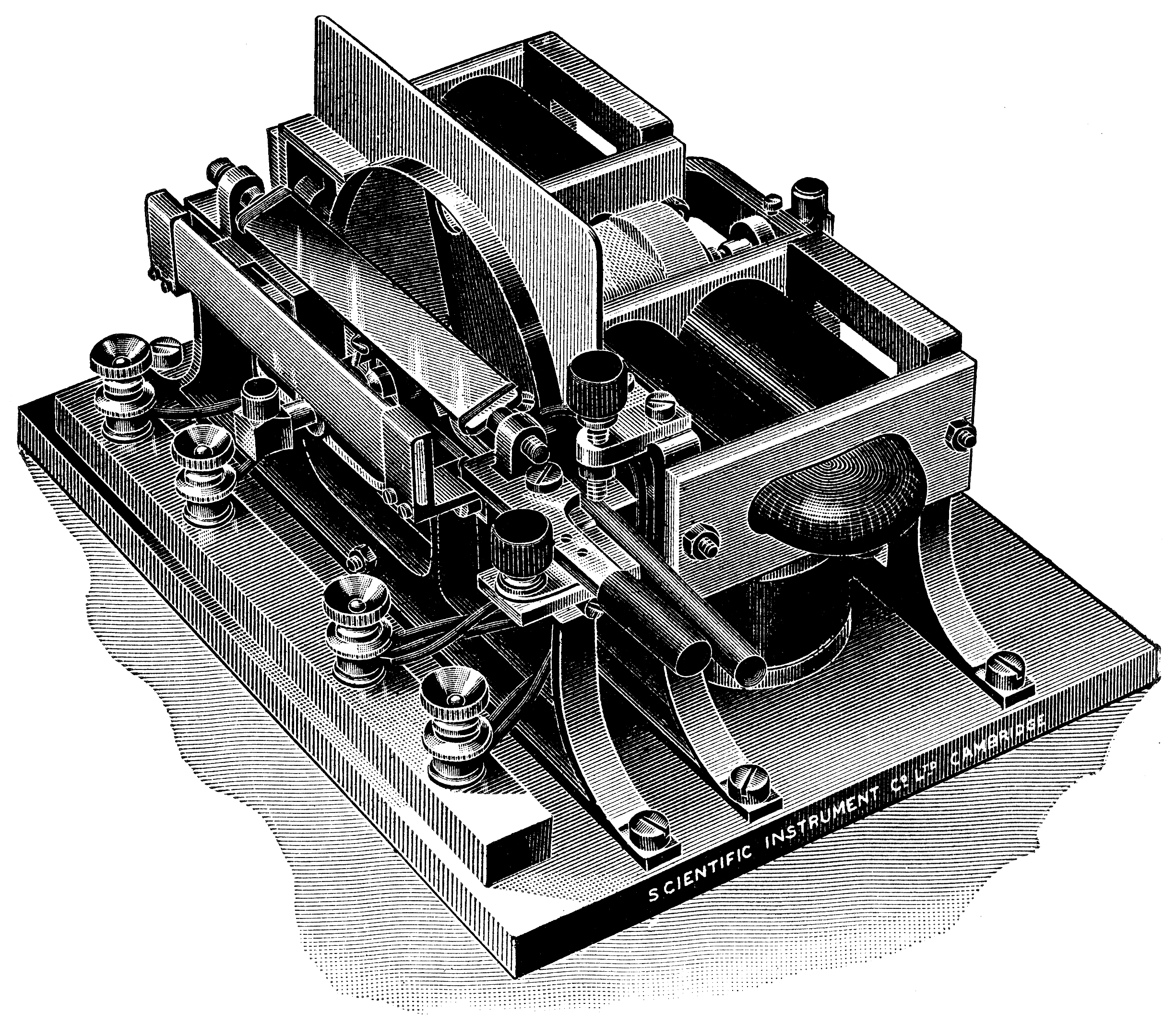
Système à volet rotatif et miroir mobile de l'oscillographe de Dudell pour placer l'indice des temps à côté de la représentation de la forme de l'onde.
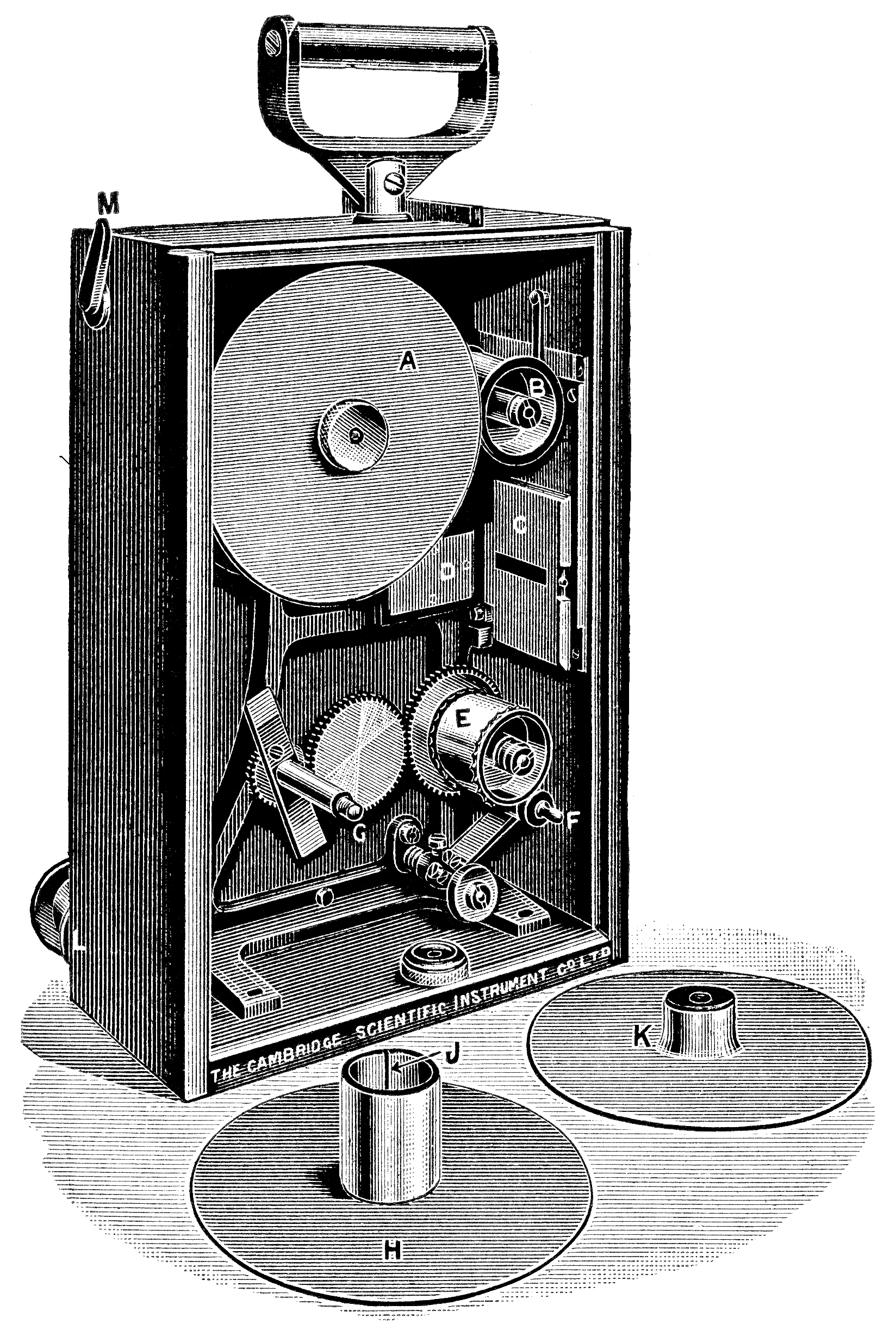
Caméra pour enregistrer la représentation de l'onde.
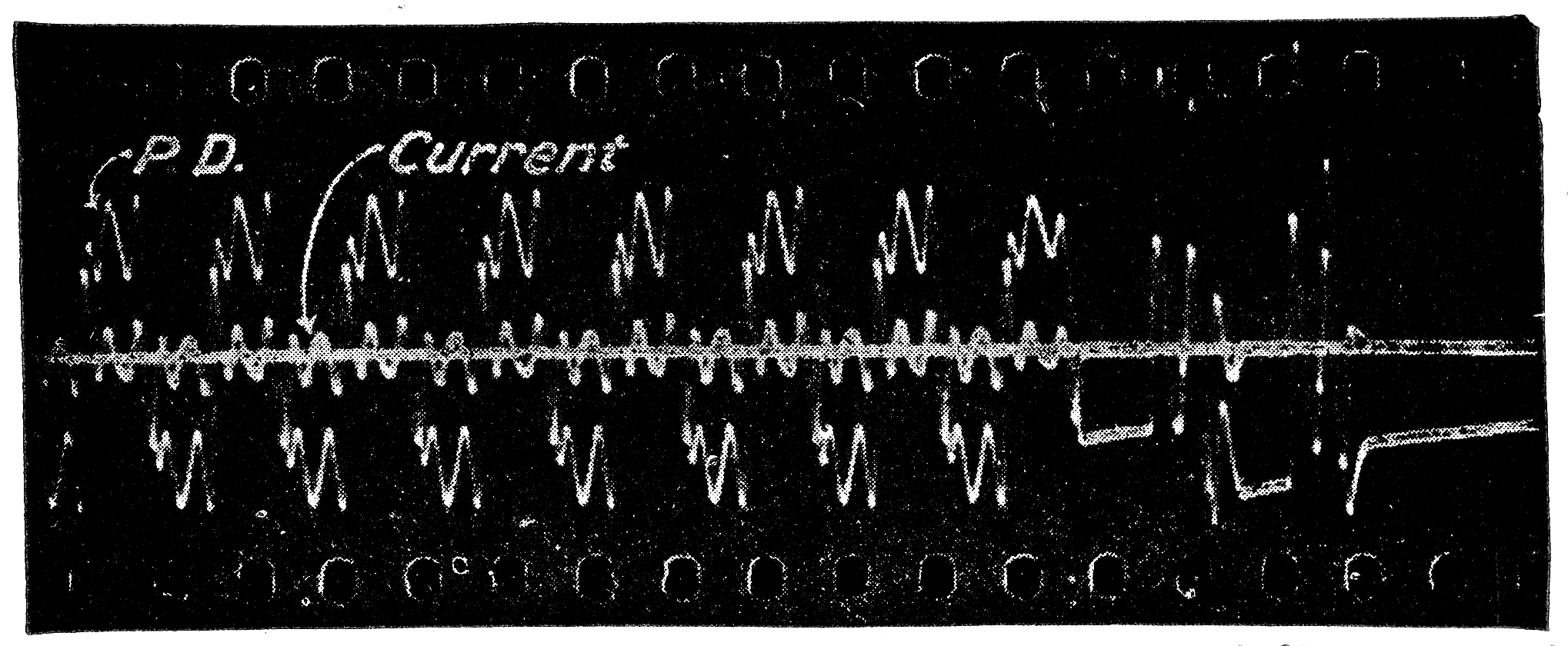
Exemple d'enregistrement sur film d'un arc entre les contacts d'un interrupteur à la coupure d'une haute tension.